# Pyroscie
Une pyroscie est un outil permettant de couper tous matériaux combustibles (bois, papier, carton, feutrine, thermoplastiques, polystyrène, plexiglas, Rhodoïd, nylon, mousse de nylon) et tous les plastiques en bloc en particulier le polystyrène expansé. Cela se fait au moyen d'un fil de haute résistance qui chauffe le matériau. La scie a besoin d'être alimentée en électricité pour fonctionner.